# Krhová
Krhová (en allemand : Krhowa) est une commune du district de Vsetín, dans la région de Zlín, en République tchèque. Sa population s'élevait à 2 019 habitants en 2020.

## Géographie
Krhová se trouve à 3 km au nord-est du centre de Valašské Meziříčí, à 17 km au nord de Vsetín, à 38 km au nord-est de Zlín, à 43 km au sud-ouest d'Ostrava et à 264 km à l'est-sud-est de Prague.
La commune est limitée par Hostašovice au nord, par Zašová à l'est et par Valašské Meziříčí au sud et à l'ouest.

## Histoire
La première mention écrite du village date de 1442.